# Trieces thuringiacus
Trieces thuringiacus är en stekelart som först beskrevs av Otto Schmiedeknecht 1925.  Trieces thuringiacus ingår i släktet Trieces och familjen brokparasitsteklar. Inga underarter finns listade i Catalogue of Life.